# (26227) 1998 HJ7
1998 إتش جاي 7 (ويعرف أيضًا باسم (26227) 1998 إتش جاي 7 وفق تسمية الكوكب الصغير) (بالإنجليزية: 1998 HJ7)‏ هو كويكب ضمن حزام الكويكبات؛ وترتيبه 26227 من حيث الاكتشاف.
اكتُشف هذا الجُرم الفلكي بواسطة بحث لنكولن عن الكويكبات القريبة من الأرض في 23 أبريل 1998.

## وصلات خارجية
- (26227) 1998 HJ7 في قاعدة بيانات مختبر الدفع النفاث لأجرام النظام الشمسي الصغيرة

- الاكتشاف · مخطط المدار ·  العناصر المدارية · المعلمات المادية

- (26227) 1998 HJ7 على موقع ويكي سكاي: DSS2, SDSS, GALEX, IRAS, Hydrogen α, X-Ray, Astrophoto, Sky Map, Articles and images